# 費錫章
费锡章（?—?），字焕槎，又字西庸，浙江归安(今湖州）人。清朝政治人物。
乾隆四十九年中舉人，授内阁中书。嘉慶十二年（1807年）與齐鲲出使琉球，充册封琉球正使，闰五月十七日安抵琉球那霸港，国王按惯例设七宴款待。後撰《續琉球國志略》。